# Les Gens d'à côté
Pour plus de détails, voir Fiche technique et Distribution.
Les Gens d'à côté est un drame français réalisé par André Téchiné, sorti en 2024, avec Isabelle Huppert, Hafsia Herzi et Nahuel Pérez Biscayart.
Ce film a été présenté dans la section Panorama de la Berlinale 2024.

## Synopsis
Lucie, membre de la police scientifique, est veuve d'un policier qui s'est suicidé un an auparavant. Son quotidien solitaire est troublé par l'installation dans le pavillon voisin du sien d'un jeune couple avec une petite fille.
Alors qu’elle se prend d'affection pour ses nouveaux voisins, elle découvre que le père, artiste peintre, est aussi un activiste anti-police avec casier judiciaire et assignation à résidence départementale. L'amitié de Lucie pour cette famille l'amène, malgré sa conscience professionnelle, à commettre un délit assez grave.

## Fiche technique
Sauf indication contraire, les informations mentionnées dans cette section peuvent être confirmées par les bases de données cinématographiques IMDb et Allociné,  présentes dans la section « Liens externes ».
Le film est tourné à Perpignan et dans ses environs.
- Titre original et francophone : Les Gens d'à côté
- Réalisation : André Téchiné
- Scénario : André Téchiné et Régis de Martrin-Donos
- Photographie : Georges Lechaptois
- Montage : Albertine Lasterat
- Production : Sylvie Pialat, Benoît Quainon
- Société de distribution : Jour2fete, en association avec 3 SOFICA
- Pays de production : France
- Langues originales : français
- Format : couleur — 1,85:1 — son 5.1
- Genre : drame
- Durée : 85 minutes
- Date de sortie : France : 10 juillet 2024 (sortie nationale)[3].

## Distribution
Sauf indication contraire, les informations mentionnées dans cette section peuvent être confirmées par les bases de données cinématographiques IMDb et Allociné,  présentes dans la section « Liens externes ».
- Isabelle Huppert : Lucie Muller, officier de police, veuve de Slimane Mayumbe, qui était lui aussi officier de police
- Moustapha Mbengue : Serge Mayumbe, beau-frère de Lucie, officier de police / Slimane
- Elyjah Timera : Marc Mayumbe, fils de Serge
- Eliane[pas clair] : Mossane, épouse de Serge
- Stéphane Rideau : le commissaire
- Nahuel Pérez Biscayart : Yann Durieux, artiste et activiste antipolice
- Hafsia Herzi : Julia, épouse de Yann
- Romane Meunier : Rose , leur fille (huit ans)
- Antoine Maurien : Régis Bertin, dit « Massoud », activiste antipolice
- Emmanuelle Hiron : Lola
- Elisabeth Puig : Odette

## Distinctions
- Berlinale 2024 : Sélection Panorama[4]